# التقدم الرياضي بساقية الدائر
التقدم الرياضي بساقية الدائر هو فريق كرة قدم تونسي تأسس عام 1965 في مدينة ساقية الدائر ، ولاية صفاقس يلعب هذا الفريق في الرابطة التونسية الثالثة لكرة القدم بمجموعة الجنوب في موسم 2019 - 2020.

## وصلات خارجية
- الموقع الرسمي للجامعة التونسية لكرة القدم